# 22 février 1944
Le mardi 22 février 1944 est le 53e jour de l'année 1944.

## Naissances
- Britt Hagen, musicienne allemande
- Carlos Nine (mort le 16 juillet 2016), dessinateur et caricaturiste
- Claudine Houriet, écrivaine suisse
- Fanny Viollet, artiste plasticienne française
- Jean-Louis Ricci (mort le 27 février 2001), pilote de course automobile français
- Jonathan Demme (mort le 26 avril 2017), réalisateur américain
- Jorge de Bagration (mort le 16 janvier 2008), pilote de rallyes, sur circuits et en côtes espagnol
- Khorloogiin Bayanmönkh, lutteur mongol
- Marc Charig, corniste et cornettiste de musique improvisée
- Maurizio Blondet, journaliste et écrivain italien
- Nikola Špear (mort le 2 décembre 2017), joueur de tennis yougoslave
- Robert Kardashian (mort le 30 septembre 2003), avocat américain
- Tom Okker, joueur de tennis néerlandais
- Tucker Smallwood, acteur américain

## Décès
- J. Barney Sherry (né le 4 mars 1874), acteur américain
- Kasturba Gandhi (née le 11 avril 1869), épouse de Gandhi

## Événements
- A Paris, Robert Desnos est arrêté par la Gestapo
- Bombardement de Stockholm par l'aviation soviétique